# Françoise Sagan

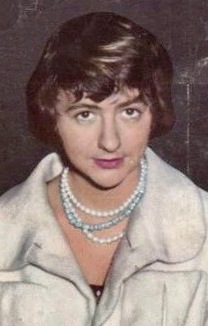
Françoise Sagan, 1960

Françoise Sagan (tiếng Pháp: [sagɑ̃]; 21 tháng 6 năm 1935 – 24 tháng 9 năm 2004) – tên thật là Françoise Quoirez – là nhà văn, nhà biên kịch người Pháp. Sagan đã được nhà văn François Mauriac ca ngợi là "một tiểu quái quyến rũ" (un charmant petit monstre) trên trang nhất của tờ báo Le Figaro, Sagan nổi tiếng về các tác phẩm với những chủ đề cực lãng mạn liên quan đến các nhân vật tư sản giàu có và bị vỡ mộng. Tiểu thuyết nổi tiếng nhất của Sagan là quyển tiểu thuyết đầu tiên của bà - Bonjour Tristesse (Buồn ơi, chào mi) (1954) - được viết khi bà còn là một thanh thiếu niên

## Tiểu sử
Sagan sinh tại Cajarc, Lot, trong một gia đình khá giả, là con của Pierre và Marie Quoirez. Sagan là con út trong số 4 anh chị em (Suzanne (1924), Jacques (1927) và Maurice (chết non). Trong thời Chiến tranh thế giới thứ hai gia đình bà sống ở vùng Dauphiné, rồi Vercors. Cụ nội của Sagan là một người Nga xuất xứ từ Sankt-Peterburg. 
Khi là học sinh trung học, Sagan đã thích đọc các tác phẩm của các nhà văn Jean Cocteau, Arthur Rimbaud, Marcel Proust, Stendhal, Flaubert, William Faulkner, Ernest Hemingway, Albert Camus, Francis Scott Fitzgerald, André Malraux và Jean-Paul Sartre; sau đó đã làm bạn với Sartre (Sagan thường ăn điểm tâm buổi sáng với Sartre ở tiệm Closerie des Lilas). Năm 1951, sau khi thi trượt bằng tú tài, Sagan đã dành một mùa hè học vội để thi lại và đã đậu. Sau đó Sagan ghi danh xin học Đại học Sorbonne, nhưng năm 1953 đã bị trượt Chứng chỉ dự bị đại học.
Bút hiệu "Sagan" được lấy từ nhân vật "Princesse de Sagan" trong quyển À la recherche du temps perdu (Đi tìm thời gian đã mất) của Marcel Proust. Quyển tiểu thuyết đầu tay Bonjour Tristesse của Sagan được xuất bản năm 1954, khi bà mới 18 tuổi, nói về cuộc sống của một cô gái tên Cécile 17 tuổi ham vui cùng mối quan hệ với người bạn trai và người cha playboy ngoại tình của cô, đã lập tức có tiếng vang quốc tế.
Các nhân vật của Sagan - đã trở thành một chút biểu tượng cho những thanh thiếu niên bị vỡ mộng - theo một cách nào đó đều tương tự như các nhân vật của nhà văn Mỹ JD Salinger. Trong suốt sự nghiệp văn học kéo dài đến năm 1998, Sagan viết hàng chục tác phẩm, trong đó nhiều truyện đã được quay thành phim. Bà duy trì một văn phong chân phương của lối tiểu thuyết tâm lý Pháp, ngay cả khi phong trào tiểu thuyết mới đang thịnh hành. Những lời đối thoại giữa các nhân vật của bà thường được coi là có hàm chứa sắc thái chủ nghĩa hiện sinh. Ngoài các tiểu thuyết, kịch, và một cuốn tự truyện, bà cũng đã viết lời bài hát và kịch bản phim.
Trong thập niên 1960, Sagan đã dành nhiều thời gian để viết kịch; tuy nhiên - mặc dù phần đối thoại giữa các nhân vật kịch được khen là xuất sắc - nhưng kịch của bà không được thành công nhiều. Sau đó, bà đã tập trung vào sự nghiệp viết tiểu thuyết.

### Đời tư
Sagan đã kết hôn 2 lần. Lần đầu với Guy Schoeller - biên tập viên nhà xuất bản Hachette lớn hơn bà 20 tuổi - vào ngày 13.3.1958. Họ ly dị trong tháng 6 năm 1960. Năm 1962, bà tái hôn với Bob Westhof, một chàng trai trẻ playboy người Mỹ. Họ có một con trai – Denis Westhof – sinh vào tháng 6 năm 1963. Cùng năm này họ đã ly dị.
Sau đó Sagan có mối quan hệ đồng tính nữ lâu dài với Peggy Roche, nhà tạo mẫu thời trang. Sagan cũng có một tình nhân nam giới là Bernard Frank, nhà văn viết tiểu luận đã kết hôn. Cuối cùng Sagan lại quan hệ đồng tính nữ với Annick Geille – biên tập viên tạp chí Playboy của Pháp, khi Geille tới gặp bà để yêu cầu viết bài cho tạp chí này.
Thích du lịch ở Hoa Kỳ, Sagan thường gặp gỡ Truman Capote và Ava Gardner. Ngày 14.4.1957, khi đang lái xe thể thao Aston-Martin của mình, bà đã gặp tai nạn giao thông và bị hôn mê một thời gian. Bà cũng thích lái xe Jaguar của mình đi Monte Carlo để chơi cờ bạc.
Sagan đã nghiện lâu dài một số ma túy như amphetamine, cocaine, morphine và nghiện rượu, như chính Sagan đã tự xác nhận: "Điều duy nhất mà tôi thấy thích hợp - nếu người ta muốn thoát khỏi cuộc sống theo cách thông minh một chút – đó là thuốc phiện" (La seule chose que je trouve convenable - si on veut échapper à la vie de manière un peu intelligente – c'est l'opium). Trong thập niên 1990, bà đã bị kết tội sở hữu cocaine.

## Từ trần
Trong thập niên 2000, sức khỏe của Sagan đã bị suy giảm. Năm 2002, bà đã không thể xuất hiện trước tòa án trong vụ cáo buộc tội trốn thuế có liên quan tới cựu tổng thống Pháp François Mitterrand, và được hưởng án treo.
Françoise Sagan từ trần vì bị thuyên tắc phổi tại Honfleur, Calvados, ngày 24.9.2004, thọ 69 tuổi. Theo nguyện vọng, bà được an táng ở Cajarc, nơi sinh trưởng của bà.
Trong lời phát biểu tưởng niệm, Tổng thống Pháp Jacques Chirac đã nói: "Với cái chết của bà, nước Pháp đã mất một trong những nhà văn xuất sắc và nhạy cảm nhất - một nhân vật lỗi lạc trong đời sống văn học của chúng ta."

## Giải thưởng và Vinh dự
- Prix des Critiques (Giải của các nhà phê bình) cho quyển Bonjour tristesse[9] (1954)
- Prix du Brigadier (Giải của gậy làm hiệu mở màn) cho vở kịch Château en Suède (1960)
- prix Prince-Pierre-de-Monaco (Giải hoàng tử Pierre của Monaco)cho toàn bộ tác phẩm của bà (1985)
- Chủ tịch Ban giám khảo Liên hoan phim Cannes lần thứ năm 1979
- Đạo diễn Diane Kurys đã làm một phim tiểu sử nhan đề Sagan do nữ diễn viên Sylvie Testud đóng vai chính, phát hành ngày 11.6.2008.
- Năm 2010 Denis Westhof – con trai của Sagan - đã lập ra Giải Françoise Sagan để vinh danh bà.

## Tác phẩm

### Tiểu thuyết
- Bonjour tristesse (Buồn ơi,chào mi) (1954)
- Un certain sourire (Một nụ cười nào đó, 1955)
- Dans un mois, dans un an (1957)
- Aimez-vous Brahms? (Bạn có yêu Brahms?, 1959)
- Les merveilleux nuages (1961)
- La chamade (1965)
- Le garde du cœur (1968)
- Un peu de soleil dans l'eau froide (1969
- Des bleus à l'âme (1972)
- Un profil perdu (1974)
- Le lit défait (1977)
- Le chien couchant (1980)
- La femme fardée (1981)
- Un orage immobile (1983)
- De guerre lasse (1985)
- Un sang d'aquarelle (1987)
- La laisse (1989)
- Les faux-fuyants (1991)
- Un chagrin de passage (1994)
- Le miroir égaré (1996)

### Truyện ngắn
- Des yeux de soie, Flammarion, 1975 - rééd. Stock, 2009
- Musiques de scènes, Flammarion, 1981 - rééd. Stock, 2011
  - Histoire d'août, paru dans VSD
  - Un vrai macho, paru dans Playboy, octobre 1985
  - Menu, paru dans La Revue de Paris, 1955
- Meurtre à la carte, paru dans Mystère magazine n°|221, juin 1966
- La Maison de Raquel Vega, éditions de la Différence, 1985
- Un matin pour la vie, éd. Les Cents une (société de femmes bibliophiles), 2011 - édition limitée

### Sách tiểu sử
- Sarah Bernhardt: Le Rire incassable, biographie, éditions Robert Laffont, 1987

### Hồi ký, Nhật ký, Nói chuyện
- Toxiques, nhật ký, Julliard, 1964 - rééd. Stock, 2009
- Il est des parfums, éd. Jean Dullis, Paris, 1973 (Roman conçu comme « une promenade à travers le jardin des parfums », ce livre fut écrit avec Guillaume Hanoteau[10]
- Réponses, entretiens, éditions Pauvert, 1975
- Avec mon meilleur souvenir, roman autobiographique, Gallimard, 1984
- Au marbre, chroniques 1952-1962, La Désinvolture, 1988
- Répliques, entretiens, Quai Voltaire, 1992
- ...Et toute ma sympathie, roman autobiographique, Julliard, 1993
- Derrière l'épaule, mémoires, Plon, 1998
- Bonjour New-York, Les Carnets de l'Herne, 2007
- Un certain regard, regroupant Réponses et Répliques, autobiographie, L'Herne, 2008
- Maisons louées, L'Herne, 2008
- Le régal des chacals, L'Herne, 2008
- Au cinéma, L'Herne, 2008
- De très bons livres, L'Herne, 2008
- La Petite Robe noire, L'Herne, 2008
- Lettre de Suisse, L'Herne, 2008

### Sách đọc
- Avec mon meilleur souvenir, Françoise Sagan đọc, coll. « Bibliothèque des voix », Éditions des femmes, 1986.

### Kịch
- 1958 - Le Rendez-vous manqué, Julliard
- 1960 - Château en Suède, Julliard
- 1960 - Le Gigolo, Julliard
- 1961 - Les Violons parfois, Julliard
- 1963 - La Robe mauve de Valentine, Julliard
- 1964 - Bonheur, impair et passe, Julliard
- 1966 - Le Cheval évanoui, Julliard
- 1970 - L'Écharde, Julliard
- 1970 - Un piano dans l'herbe, Flammarion, 1970; rééd. Stock, 2010
- 1978 - Il fait beau jour et nuit, Flammarion, 1978; rééd. Stock, 2010
- 1987 - L'Excès contraire, Stock, 2010

### Phim
- 1963: Landru của Claude Chabrol – (Kịch bản và lời thoại của Sagan)
- 1970: Le Bal du comte d'Orgel của Marc Allégret – (Lời thoại)
- 1974: Encore un hiver, phim ngắn, (kịch bản và đạo diễn)
- 1977: Les Borgia ou le Sang doré của Alain Dhenault – (đồng tác giả kịch bản)
- 1977: Les Fougères bleues - đạo diễn và chuyển thể theo truyện ngắn Les Fougères bleues

### Ca khúc
- Quelques cris, do Johnny Hallyday trình diễn, Mercury, 2000
- Le Jour, do Annabel trình diễn, nhạc của Michel Magne, Versailles
- Pour toi et moi, do Annabel trình diễn, nhạc của Michel Magne, Versailles
- De toutes manières
- Dis-moi
- Les Doux Oiseaux de la jeunesse
- Goodbye Again
- Les Jours perdus, do Annabel trình diễn, nhạc của Michel Magne, Versailles
- La Valse, do Annabel trình diễn, nhạc của Michel Magne, Versailles
- Melanco
- Quand tu dors près de moi
- Roses
- Sans vous aimer
- Musiques de scène (1981, Incidental Music, dịch năm 1983)
- La maison de Raquel Vega (1985)

### Tác phẩm có tính tự truyện
- Toxique (1964, nhật ký, dịch năm 1965)
- Réponses (1975, Night Bird: Conversations with Françoise Sagan, dịch 1980)
- Avec mon meilleur souvenir (1984, With Fondest Regards, dịch 1985)
- Au marbre: chroniques retrovées 1952–1962
- Répliques (1992, phỏng vấn)
- ...Et toute ma sympathie (1993, a sequel to Avec mon meilleur souvenir)
- Derrière l'épaule (1998, tự truyện)

Do Nhà xuất bản L'Herne xuất bản sau khi qua đời:
- Bonjour New-York (2007)
- Un certain regard (2008, compilation of material from Réponses and Répliques)
- Maisons louées (2008)
- Le régal des chacals (2008)
- Au cinéma (2008)
- De très bons livres (2008)
- La petite robe noire (2008)
- Lettre de Suisse (2008)

### Tác phẩm tiểu sử
- Brigitte Bardot (1975)
- Sarah Bernhardt, ou le rire incassable (1987, Dear Sarah Bernhardt, translated 1988)